# Seidenfaden (slægt)
Seidenfaden er en tysk-dansk slægt. Seidenfaden betyder på tysk "silketråd".
Slægten kom til Danmark med Johann Christian Seidenfaden (c.1761-1834), som var fra Rosleben i Kurfyrstendømmet Sachsen og blev grenader ved Fynske geworbne infanteriregiment (oprindeligt Delmenhorstske), der fra 1785 havde 6 kompagnier stationeret i Nyborg og 6 i Svendborg. Når den Fynske i december 1789 blev integreret i Arveprins Frederiks regiment, flyttede Johann Christian Seidenfaden til København, hvor regimentet var stationeret. I 1790 var daglønnen for en hvervet grenader som ham 6 1/4 skilling, lidt mere end en musketer. Lønnen blev udbetalt hver 5. dag, hvortil kom, at de fik naturalieløn i form af "et 6½ til 7 pund tungt rugbrød hver femte dag". De var fritaget for skat, fik gratis logi og uniform, dvs. en ny undermundering, sko, strømper, knæbukser, støvletter, skjorte, halsbind, vest og hårbånd hvert år, og en ny overmundering, med hat og kjole hvert tredje. Hærens regimenter bestod af musketerkompagnier, dvs. geværskytter, og et mindre antal grenader, der også havde gevær, men hvis rolle desuden var at kaste håndgranater. Som regel var derfor grenader de højeste og stærkeste, da der skulle bruges kræfter, når man skulle kaste med datidens håndgranater. I juni 1803 vil han have været blandt de 16.000 mænd i den danske hær indsat på grænsen til Hannover. Samme år fik han af grev Joachim Godske Moltke (1746-1818) ansættelse som markfoged i Spjellerup i Stevns på Vemmetofte klosters gods,  som greven bestyrede under Bregentved gods. Markfogden på Vemmetofte klosters gods blev dengang aflønnet med 30 rigsdaler, et hus og noget brænde, og hans pligt var at se efter at at bønderne behandlede deres jord vel. I december 1803 giftede han sig i Garnisonskirken med Johanne Wilhelmine Wejle (1773-1860), datter af parykmager fra Aalborg Markus Johan Wiegant (1725-1794) og Marie Kristine Jensdatter Weile (1727-1788). De fik sønnerne Magnus Vilhelm Seidenfaden (1805-1868), der i folketællingen 1834 skrives som fæstehusmand og smed, Adam Vilhelm Seidenfaden (1808-1873), dyrlæge Carl Ferdinand Seidenfaden (1812-1876) og datteren Marie Elise Seidenfaden (1818-1838).
Adam Vilhelm Seidenfaden (1808-1874), blev gift med Anne (Hansen) Fjeldsted (1804-1886), plejedatter af lærer Niels Andersen Fjeldsted (1794-), og blev fader til Caroline Christine Seidenfaden (1833-1914), Emil August Seidenfaden (1835-1838), Johan Christian Seidenfaden (1842-1919), Wilhemine Sophie Seidenfaden (1846-1915) og Hans Wilhelm Seidenfaden (1848-1915). Adam Vilhelm Seidenfaden blev døbt i Spjellerup kirke den 26. september 1808, dimitterede fra Jonstrup Seminarium 1832, blev hjælpelærer i Øde Førslev 1832 og blev af "Deres højgrevelige Excellence" A.W. Moltke (1785-1864) kaldet til at være skolelærer i Rode skole ved Bregentved gods. Skolen og embedet var dengang grevens privilegium. Men da dette var "et af de ringeste embeder i omegnen" søgte han 1838 i flere omgange om en stilling i Freslev Skole, som han endelig fik. Seidenfadens fornavne vidner om hans forældres forbindelse med Moltke-slægten, idet han fik de samme fornavne som greven. Han skrev i en ansøgning i 1836 følgende, som er et vidnesbyrd om hvor meget greve A. W. Moltke, Bregentved, betød for ham: “Fra min tidligste barndom blev den store lykke mig tildel at turde kaldes Deres Højgrevelige Excellence min beskytter, min ædle og store velgører. Ofte blev, skønt jeg endnu er ung, sorg og bekymring min lod, men stedse var Deres Højgrevelige Excellence den ædle, gode, nådige Herre. Deres mildhed og nåde tillod mig at åbne mit bekymrede hjerte for Dem, det med godhed og ædel velvillighed hjalp mig og aftørre de sorgens tårer af mine og min families øjne.” Han virkede da også med flid og dygtighed. I folketællingen 1840 står der at han også var kirkesanger, og at husholdet omfattede et plejebarn og en tjenestepige. I 1847 forflyttedes han til Spjellerup, hvor han virkede til din død. Adam Vilhelm Seidenfaden var medlem af bestyrelsen af Lærernes Herredsforening og meget anset. Hans hjem var meget ofte samlingssted for omegnens lærere, ligesom han beredvillig modtog de mange, som ofte langvejs fra søgte hans hjælp for at få skrevet ansøgninger til grevskabet og Vemmetofte. Adam Vilhelms søn, Hans Wilhelm Seidenfaden, der blev gift 1876 med Maria Hansine Valentine Jantzen (1855-1919), dimitteredes fra Jonstrup Seminarium 1869 og gennemgik flere af statens kurser, særlig i pædagogik og fysik. Constitueret lærer i Døjringe 1870-1871, aftjente derefter sin værnepligt, og derpå hjælpelærer i Spjellerup frem til 1875, da han blev enelærer i Store Torhøje i Stevns. Han ville ændre navnet til Thorshøje, idet han gik ud fra, at der fandtes et par høje som fra gammel tid bar navnet Thorshøje. Her virkede han og holdt i mindst 33 år aftenskole for de konfirmerede, og i 1879 oprettede han en læseforening for Spjellerup-Smerup sogne, hvis formand han siden blev. I 1893 oprettede han en foredragsforening og 1898 oprettede han skolens børnebogsamling. Han var også medlem af kommunens værgeråd og formand for Præstø Amts Husflidsforening. Blandt Hans Wilhelm Seidenfadens børn var Adam Vilhelm Seidenfaden (1877-), gift med Caroline Marie Selck (1869-1945), datter af fabrikbestyrer Hans Heinrich Selck (1833-1917) fra Svendborg. Adam Vilhelm Seidenfaden blev elev ved Østsjællandske Jernbaner i 1895, assistent ved Lollandsbanen mellem 1900-1912, derefter stationsforstander i den ny invigede Rødbyhavn frem til 1915, og i 1920 stationsforstander i Rødby.
Caroline Christine Seidenfaden (1833-1914) blev gift med Carl Vilhelm Mørkeberg (1824-1890), forpagter af Christiansminde, Beldringe sogn, søn af skolelærer i Kongsted Johan Christopher Mørkeberg (1798-1861) og Louise Augusta Böttner (1794-1887). Blandt deres 8 børn skal nævnes dyrlæge, professor og direktør for Den Kgl. Veterinær- og Landbohøjskole Adam Wilhelm Mørkeberg (1863-1933). Han blev formand for bestyrelsen for Den danske Dyrlægeforening og blev udnævnt til ridder af Dannebrog (1924), fik den finske Hvide Rose, den norske St.Olavs orden, den svenske Vasa orden og den franske Merit Agricole. En anden søn, Daniel Joakim "Dan" Mørkeberg (1870-1963), blev soldat i livgarden 1888-1890, og udvandrede i 1898 til Canada. Hans energi og viden gjorde ham en pioner i udviklingen af kvalitets mejeriprodukter. Han blev hurtigt leder af bevægelsen i at organisere mejerister og i 1919 fungerede som Alberta Dairyman's Associations første præsident. Som repræsentant for den liberale parti, blev han valgt i Innisfails valgkreds til provinsen Albertas lovgivende forsamling 1917-1921, og blev 1959 optaget i Albertas landbrugs Hall of Fame i Alberta.
Johan Christian Seidenfaden (1842-1919), lærer, blev gift med Sophia Augusta Jensen (1846-1937) og havde børnene Margrethe Vilhelmine Marie Seidenfaden (1869-1905), Anna Valborg Seidenfaden (1871-1887), Emil Vilhelm Seidenfaden (1873-1939), Harald Seidenfaden (1875-1963), Karl (Kaj) Kristian Seidenfaden (1877-1946), Viggo Sophus Seidenfaden (1879-1958), Adam Vilhelm Seidenfaden (1882-1965), Erik Seidenfaden (1883-1931), Johannes August Seidenfaden (1886-1919) og Fredrik Gunnar Seidenfaden (1889-1892).
Karl Kristian Seidenfaden (1877-1946) blev gift med Ida Lorente Friis (1882-1984) og blev 1905 medstifter og tillige frem til sin død direktør for A/S Lagermans Junior. Født i Alslev, tog præliminærexamen i Vordingborg 1893, i handelslærer hos tændstikker engros firmaet H.G.Worm & Co. i København 1894, senere ansat hos Nordisk Kaffekompani i Frihavnen, indtil 1905. Oprindeligt startede A/S Lagermans Junior som et handelsselskab i København med husholdingsartikler såsom skurepulver og fluesnapper, men i 1911 begynder salget af Läkerol på det danske marked. I starten havde Lagermans Juniors aktieselskab i bestyrelsen Alex. Lagerman, Pontus Larsen og K. K. Seidenfaden, af hvilke to i forening tegnede aktier for 10,000 kroner. I 1920 etableredes A/S Dansk-Engelsk Lakrits Fabrik, i hvis bestyrelse sad Enrique Fischer og K. K. Seidenfaden, hvor de to i forening tegner for 40,000 kr. og begynder i en nedlagt bageri i Glostrup fabrikation og handel af farmaceutisk lakrids og lakridsvarer, medicinalvarer, derunder særlig brysttabletter og halspastiller, sukker og sukkervarer, chokolade og chokoladevarer samt ikke farmaceutisk lakrids og lakridsvarer. I 1934 etableredes Malaco, dvs. Malmö Lakrits Compani i Sverige. I 1939 udsatte direktør K. K. Seidenfaden en bridgespil pokal kaldet Boldklubbernes Bridgepokal. Den varede frem til 1950 men blev altid kaldt Läkerol-pokalen. I 1927 sekretær for Danske Rotary Club. Udnævnelser: ridder af Dannebrog 1928.
Poul Seidenfaden (1915-1944) var søn af kommunelærer Erik Seidenfaden (1883-1931) og Elna Wille (1884-1964) og blev ingeniør og som modstandsmand under besættelsen 1940-1945 drev illegal efterretningsvirksomhed. Poul Seidenfaden blev student 1934 fra Sct. Jørgens Gymnasium, cand. polyt. 1941. Ansat på radiofabrikken Allways i København, under tjenesterejser til Tyskland tilegnede han sig vigtige tegninger og laboratorieresultater, som han lod gå videre til England. Han blev også britisk SOE agent. Han flyttede så til Kolding, og distribuerede det illegale blad Budstikken der ønskede at vende stemningen i befolkningen fra passivitet til en aktiv modstand mod besættelsesmagten og regeringens samarbejdspolitik. Han blev arresteret i juli 1944, indsat i Frøslevlejren for sine modstandsaktiviteter og senere deporteret til koncentrationslejret Neuengamme (häftlingsnummer: 50539) hvor han, ligesom mindst 43,000 andre mennesker, døde i dec. 1944. I Mindelunden ved Ryvangen, under en pergola, findes en mindemur med de 151 navne på modstandsfolk, hvis jordiske rester aldrig er fundet: Poul Seidenfadens navn er bland dem. Bror til Annette Seidenfaden (1923-2008).
Carl Ferdinand Seidenfaden (1812-1876) tog dyrelægeeksamen fra Lanbohøjskolen og blev senere distriktdyrelæge under Knuthenborg Gods på Lolland. Han giftede sig med Marie Elisabeth Christiane Tarp (1805-1871), datter af Christen Larsen Tarp, skolelærer i Lindet og musiklærer ved Vesterborg Seminarium, og Johanne Frederikke Weiss. Med Marie Elisabeth Christiane Tarp fik han sønnerne Vilhelm Johan Christian Seidenfaden (1837-1910), Frederik Julius Seidenfaden (1839-1899), Carl Ferdinand Seidenfaden (1841-1897) og datteren Sophie Vilhelmine Seidenfaden (1842-1925).
Vilhelm Johan Christian Seidenfaden (1837-1910), blev gift med Anna Dorothea Nielsen (1844-1935) og fik børnene Niels Ferdinand Seidenfaden (1874-1923) som udvandrede til Schweiz, Christian Valdemar Seidenfaden (1882-1942), Gunver Sara Elisabeth Seidenfaden (1882-1948) og Ejnar Frederik Tarp Seidenfaden (1884-1951).
Frederik Julius Seidenfaden (1839-1899) blev student fra Herlufsholm med latin, græsk, hebraisk og matematik som bedste fag og 1860 tog adgangsexamen til Polytekniske Anstalt. I januar 1867 tog han eksamen som civilingeniør. Forinden havde han som frivillig under krigen 1864 gjort tjeneste i kaptain Bendt Christian Aarøes (1828-1886) strejfkorps, der foretog kommando-raids og andre aktioner mod de tysk-østrigske angribere. Som ingeniør forestod han først udtørringen af Bøtø Nor på Sydfalster, i april 1874 kontrollerende ingeniør ved den nye havn, der byggedes i Kalundborg i forbindelse med Nordvestbanen. Mens han ledede opførelsen af bryggeriet Ceres i Aarhus, blev han gift med Emmy Margrethe Jacobine Philipsen (1852–1920), datter af snedkermester og købmand Niels Peter Philipsen (1818-) og Susanne Marie Rønnow (1814-). Med hende fik han sønnerne politidirektør Aage Valdemar Seidenfaden (1877-1966) og Erik Seidenfaden (1881-1958).
Erik Seidenfaden (1881-1958) tog 1898 præliminæreksamen fra Københavns universitet, men blev uddannet 1901-1902 i landvæsen på Estruplund. Derpå tog han den militære vej, blev sekondløjtnant 1903, 1903-1904 i officersskole og, da man i Thailand (Siam) skulle bruge militærinstruktører, begyndte han 1906 som premierløjtnant i det thailandske gendarmeri, blev 1907 kaptajn og 1914 major. Mellem 1914-1915 var han chef for gendarmeriets officersskole, og i 1920 tog han sin afsked. Frem til 1941 var han regnskabschef under Thai Electric Corporation. I 1946 vende han tilbage til Danmark. Han foretog betydningsfulde arkæologiske og etnografiske undersøgelser i Nordøstthailand 1911-1919, besøgte og til dels genopdagede en række templer. Han talte adskillige dialekter, arbejdede senere som arkæolog og antropolog og skrev adskillige bøger. Medlem af rådet for The Siam Society 1920-31 og 1941-1946, præsident 1938-1941, æresmedlem 1947, medlem af Royal Asiatic Society 1923-1952; medlem af Société Asiatique de Paris 1923-1952; fellow of the Royal Anthropological Institute 1937-52. Han var gift med Male Maria Praivichitr (1892-1973) og fik flere børn, blandt dem Olav Seidenfaden (1913-1914) og Grethe Seidenfaden (1929-2012). Udnævnelser: ridder af Dannebrog 1932, ridder af Siamesiske Hvide Elefant Orden, Siamesiske Jubilæumsmedalje, ridder af Siamesiske Krone Orden 1912, Siamesiske Kronemedalje 1926.
Aage Valdemar Seidenfaden (1877-1966) blev student fra Schneekloths skole 1895 og cand.jur. 1901. Efter tre år som sagførerfuldmægtig i hovedstaden, overretssagfører, men flyttede så til Varde som fuldmægtig. I 1908 blev han by-, herreds- og birkefuldmægtig samt byrådssekretær i Hasle, Bornholm, og var 1910-1919 formand for Hasle Bank. I 1912 flyttede han til Rønne som fuldmægtig ved Bornholms amt og amtsrådssekretær. I 1919 blev han politimester i Randers og da den 20. mart 1922 fagbevægelsen erklærer generalstrejke som lukker hele byen ned i en måned, tilkalder Seidenfaden 250 soldater fra kasernerne i Aalborg og Viborg for at opretholde freden og give militærbeskyttelse til det udkommanderet nødberedskab der garanterer de livsnødvendige funktioner som vand- og elforsyning. I 1923 flyttede han til Tønder og fra 1934 politimester i hovedstadens amts nordre birk. Da i 1944 politiet blev interneret, undslap Seidenfaden, da det lykkedes ham at flygte fra kontoret i Blegdamsvej. Han blev i meget kort tid så leder af det illegale netværk på omkring 6,000 politifolk, som tilførtes modstandsbevægelsen. I den resterende del af besættelsen levede han under jorden med falske papirer under dæknavnene "onkel Viggo" og "kontorchef Valdemar Eriksen". Efter besættelsen blev han politidirektør i København, og da man havde genindført dødsstraffen med tilbagevirkende kraft i sommeren 1945 for forbrydelser under besættelsen, sendte man Seidenfaden til Norge for at på Akershus Fæstning i Oslo overvære som dansk repræsentant natten til 24. oktober 1945 herettelsen af Norges statsminister og landsforræder Vidkun Quisling. Seidenfaden udarbejdede de nærmere regler for henrettelser og valgte Uldalslund Plantage ved Viborg til de dødsdømte vest for Storebælt og en plads på en militære terræn under Bådsmandsstrædes Kaserne, Amager, for dem fra Sjælland og København. Han kommandere de to første henrettelser af landsforrædere, og flere af de i alt 46 der fandt sted i forbindelse med retsopgøret. Seidenfaden var formand i Foreningen af Politimestre 1919-1926, derefter medlem af bestyrelsen, næstformand 1933-1940, atter formand 1940-1948, æresmedlem 1949, medlem af retsplejeudvalget 1920-1946, ærespræsident for de nordiske politichef-konferencer 1951, til 1950 Medl. af bestyrelsen for Danske Statsembedsmænds Samraad; medlem af bestyrelsen for Statsembedsmændenes Enkebolig, af Civilforsvars-Forbundets Landsraad, 1923-1950 i bestyrelsen for Landsforeningen for Politihundesagen, derefter æresmedlem, 1924-1925 og 1937-1938 i medlem af Politiuniformsudvalgene, 1934-48 i bestyrelsen for Fængselsselskabet i København, samt af Forvaltningskommissionen af 1946, 1934-1946 medlem af Brand-, Bygnings- og Sundhedskommissionerne i Gentofte. Han giftede sig først med Anna Elise Reenberg Teilman Harck (1887-1928), datter af sagfører Nils Jochum Hansen Harck (1844-1908) og Sophie Hansine de Teilman (1847-1909), og blev fader til diplomaten Gunnar Seidenfaden (1908-2001), redaktør Erik Seidenfaden (1910-1990), og Kirsten Michelle Seidenfaden (1912-1982). Han var gift anden gang med Julie Johanne "Udde" Kjems (1906-1985), datter af Løgumklosters apoteker Jacob Christian Peter Kjems (1878-1958) og Jenny Eskildsen (1884-1957), men de havde ingen afkom. Udnævnelser: ridder af Dannebrog 1923, Dannebrogsmændenes Hæderstegn 1942, kommandør af Dannebrog 1948, britiske King's medal for Service in the Cause of Freedom.
Gunnar Seidenfaden (1908-2001), student fra Sorø Akademi, studerede naturvidenskab 1926-34, cand. polit. 1940, deltog i videnskabelige ekspeditioner til Grønland 1928, 1929, 1930 og 1931-1934, og til Spitsbergen 1938. Ansat i udenrigsministeriet 1940-1945, handelsattaché ved den danske ambassade i Washington 1945-1950; kontorchef i udenrigsministeriet 1950; gesandt i Bangkok og Manila 1955, i Rangoon og Phnom Penh (Cambodja) 1956 samt i Vientiane (Laos) 1957. Skrev om Grønlands botanik og arktisk plankton, blev ledende expert på orchideer, og gav navn til flere. Var gift med Alix Emilie (Lulu) Arnstedt (1914-1993), datter af gesandt, godsejer Niels Peder Arnstedt (1882-1954) og Johanne Larsen (1889-1974), og blev fader til Marianne Seidenfaden (1939-), Anette Seidenfaden (1941-), Erik Seidenfaden (1943-), Kirsten Seidenfaden (1946-) og Eva Seidenfaden (1951-). Udnævnelser: ridder af Dannebrog 1951, ridder af 1 grad 1957, kommandør af Dannebrog 1964, af 1 grad 1974, kommandør af Nederlandske orden af Oranien-Nassau (Huisorde van Oranje).
Erik Seidenfaden (1910-1990), student fra Sorø Akademi, blev journalist, korrespondent i London 1935-1937 for Dagens Nyheder og Berlingske Tidende, i Rom 1940 og i Stockholm 1943 for Politiken, leder af Dansk Pressetjeneste i Stockholm 1943-1945 og medlem af modstandsbevægelsens kontaktudvalg i Stockholm under besættelsen (også han blev britisk SOE agent), redaktør af tidsskriftet Fremtiden fra 1945, redaktør ved Dagbladet Information fra 1946-1965. Var gift to gange og i første ægteskab med Jytte Kaastrup-Olsen (1913-2007), datter af direktør Sophus Kaastrup Olsen (1888-1938) og Ebba Poublier (1884-1968), blev fader til Annelise Kaastrup Seidenfaden (1937-) og Ebba Merethe "Snu" Seidenfaden (1940-1980). I andet ægteskab med Lone Knutzon (1923-1978), datter af sceneinstruktør Per Knutzon (1897-1948) og Jenny Sara Goldschmidt Larsen (1897-1983), blev han fader til chefredaktør Tøger Seidenfaden (1957-2011). Udnævnelser: member of the Order of the British Empire 1946, ridder af Dannebrog 1974, ridder af 1 grad 1982.
Ebba Merethe "Snu" Seidenfaden (1940-1980), gift Abecassis, kaldt "Snu" fra barnsben af, var datter af Erik Seidenfaden (1910-1990) i dennes første ægteskab med Jytte Bonnier (født Kaastrup-Olsen). Opvokset i Stockholm, i stedfaderen bogforlægger Tor Bonniers hus Nedre Manilla, hun blev student ved kostskolen Michael Hall i England, hvor hun mødte hun sin første mand Vasco Abecassis, der var opvokset i USA. Hun flyttede med ham til Lissabon i 1962 hvor hun i midten af 1960'erne oprettede forlaget da Publicações Dom Quixote, og på trods af, at Portugal dengang var et diktatur styret af Antonio Salazar, udgav hun bøger som Pippi Långstrump og, bland andre politiske bøger, værker af den russiske systemkritiker Aleksandr Solsjenitsyn. Blandt de portugisiske forfattere, som hun udgav er værd at nævne Alexandre O’Neill, Fernando Assis Pachero, Carlos de Oliveira, David de Jesus Mourão-Ferreira, Eduardo Lourenço, Natália de Oliveira Correia, José Cardoso Pires, António Lobo Antunes. Da det første ægteskab holdt ikke, blev Snu Seidenfaden skilt, og fra 1977 levede hun papirløst sammen med Portugals senere statsminister Francisco Sá Carneiro, der i den katolske land på det tidspunkt ikke kunne få en skilsmisse fra sin første ægteskab. Alligevel ledsagede hun ham offentligt i hans officielle arbejde og blev anerkendt som landets “første dame”. Parret omkom i et flystyrt den 4. december 1980 kort efter takeoff fra Lissabon Lufthavn. Flyet var på vej til Porto, hvor statsministeren skulle vise sin støtte til præsidentkandidaten António Soares Carneiro (ikke beslægtede). Det er stadig uklart, trods 8 gennemførte undersøgelser, hvorvidt der var tale om en ulykke eller et attentat.
Tøger Seidenfaden (1957-2011), var søn af Erik Seidenfaden (1910-1990) i dennes anden ægteskab med Lone Knudson (1923-1978) og som sin far blev en fremtrædende dansk avisredaktør, nok bedst kendt for sin tid på det danske dagblad Politiken, hvor han var ansvarshavende chefredaktør fra 1. oktober 1993 til sin død. Inden da havde han været udenrigsredaktør og chefredaktør på Weekendavisen, samt administrerende direktør for TV2. Han giftede sig i 1989 med journalist Tine Eiby, sammen med hvem han fik tre sønner. Tøger Seidenfaden var med til at præge samfundsdebatten i Danmark, og han kom ofte med initiativer for at rejse opmærksomhed om områder, han mente var problemfyldte. En række episoder fremdrages til at understrege hans beslutsomhed. Han kaldte det selv en stjernestund, da han som chefredaktør for Weekendavisen i 1989 blæste på både ayatollah Khomeinis fatwa og sin egen bestyrelsesformand, og publicerede et uddrag af Salman Rushdies De Sataniske Vers. Den danske udgiver, Samlerens Forlag, sagde nej til projektet. Den 26. oktober 1995 bragte Politiken Ritt Bjerregaards bog En kommissærs dagbog som tillæg til avisen mod forfatterens udtrykkelige ønske. Under krisen om Muhammedtegningerne i 2005 fremførte han en stærk kritik af den danske regerings håndtering af krisen og fik megen kritik herfor. Den 16. september 2009 offentliggjorde Politiken Thomas Rathsacks bog Jæger. I krig med eliten og var hermed medvirkende til at afsløre en række uregelmæssigheder i forsvarets krisehåndtering, som bl.a. bevirkede Søren Gades afgang som forsvarsminister. Bland de mange foreninger han var medlem af, skal nævnes: International Institute for Strategic Studies (London), bestyrelsen for Det Udenrigspolitiske Selskab, Den Danske Europabevægelses forretningsudvalg, Bilderberg Steering Committee, Steering Commitee for Den Trilaterale Kommission. Han var adjungeret professor ved Copenhagen Business School, og blev i 1993 udnævnt til ridder af Dannebrog.